# Pro League de Madagascar 2022-23
La Pro League de Madagascar 2022-23 es la 57.ª temporada del Campeonato malgache de fútbol y la 4.ª del profesionalismo. La temporada inició el 19 de noviembre y terminará en mayo de 2023.

## Equipos participantes
| Club                       | Estadio                       | Ciudad                |
| -------------------------- | ----------------------------- | --------------------- |
| 3FB Toliara                | Stade Maître Kira             | Toliara               |
| Ajesaia                    | Stade municipal de Mahamasina | Antananarivo          |
| AS Fanalamanga             | Stade Barikadimy              | Ambatondrazaka        |
| AS JET Kintana             | Stade municipal de Mahamasina | Antananarivo          |
| AS Saint Michel            | Stade Elgeco Plus             | Alasora               |
| ASA Nosy Be                | Stade Elgeco Plus             | Nosy Be               |
| CFFA                       | Stade Mahamasina              | Antanabarivo          |
| CNaPS Sports               | Stade CNaPS Sport             | Vontovorona           |
| COSFAP                     | Stade municipal de Mahamasina | Analamanga            |
| Dato FC                    | Stade Ampasambazaha           | Farafangano           |
| Fosa Juniors FC            | Stade Rabemananjara           | Mahajanga             |
| Mama FCA                   | Stade de Barikadimy           | Ilakaka, Fianarantsoa |
| Tia Kitra                  | Stade municipal de Tamatave   | Toamasina             |
| Tsaramandroso Formation FC | Stade Rabemananjara           | Mahajanga             |
| USCA Foot                  | Stade municipal de Mahamasina | Antananarivo          |
| Zanakala FC                | Stade moderne Ampasambazaha   | Fianarantsoa          |

### Ascensos y descensos
| Pos.      | Descendidos de la Pro League 2021-22 |
| --------- | ------------------------------------ |
| 8.° Norte | Five FC                              |
| 8.º Sur   | ASJFC Capricorne                     |

| Pos. | Ascendidos de la Segunda División 2022 |
| ---- | -------------------------------------- |
| 1.º  | ASA Nosy Be                            |
| 2.º  | Tsaramandroso Formation FC             |

## Fase Regular

### Grupo Norte
| Pos. | Equipo                     | Pts. | PJ | G | E | P | GF | GC | Dif. | Clasificación 2022-23    |
| ---- | -------------------------- | ---- | -- | - | - | - | -- | -- | ---- | ------------------------ |
| 1    | Fosa Juniors FC            | 21   | 8  | 7 | 0 | 1 | 12 | 4  | +8   | Playoffs                 |
| 2    | COSFAP                     | 16   | 8  | 4 | 4 | 0 | 13 | 7  | +6   | Playoffs                 |
| 3    | USCA Foot                  | 12   | 7  | 4 | 0 | 3 | 12 | 7  | +5   | Playoffs                 |
| 4    | Ajesaia                    | 12   | 8  | 3 | 3 | 2 | 13 | 10 | +3   | Playoffs                 |
| 5    | AS Fanalamanga             | 10   | 8  | 3 | 1 | 4 | 9  | 8  | +1   |                          |
| 6    | Tia Kitra                  | 7    | 8  | 1 | 4 | 3 | 8  | 12 | −4   |                          |
| 7    | Tsaramandroso Formation FC | 5    | 8  | 1 | 2 | 5 | 6  | 16 | −10  |                          |
| 8    | ASA Nosy Be                | 2    | 7  | 0 | 2 | 5 | 12 | 21 | −9   | Segunda División 2023-24 |

Actualizado a los partidos jugados el 6 de marzo de 2023.
 Fuente: [Soccerway]

### Grupo Sur
| Pos. | Equipo          | Pts. | PJ | G | E | P | GF | GC | Dif. | Clasificación 2022-23    |
| ---- | --------------- | ---- | -- | - | - | - | -- | -- | ---- | ------------------------ |
| 1    | Mama FCA        | 13   | 8  | 3 | 4 | 1 | 9  | 6  | +3   | Playoffs                 |
| 2    | AS Saint Michel | 12   | 7  | 3 | 3 | 1 | 7  | 4  | +3   | Playoffs                 |
| 3    | Zanakala FC     | 11   | 7  | 3 | 2 | 2 | 11 | 10 | +1   | Playoffs                 |
| 4    | CNaPS Sports    | 10   | 7  | 3 | 1 | 3 | 10 | 9  | +1   | Playoffs                 |
| 5    | AS JET Kintana  | 10   | 8  | 3 | 1 | 4 | 8  | 10 | −2   |                          |
| 6    | CFFA            | 10   | 7  | 2 | 4 | 1 | 8  | 8  | 0    |                          |
| 7    | Dato FC         | 6    | 7  | 2 | 0 | 5 | 9  | 10 | −1   |                          |
| 8    | 3FB Toliara     | 4    | 5  | 1 | 1 | 3 | 6  | 11 | −5   | Segunda División 2023-24 |

Actualizado a los partidos jugados el 6 de marzo de 2022.
 Fuente: [Soccerway]